# فالانژ

فالانژیسم یا فالانخیسم (Falangism) یک ایدئولوژی سیاسی ملی‌گرای افراطی است که در دههٔ ۱۹۳۰ در اسپانیا پدید آمد و با نام حزب فالانژ اسپانیا (Falange Española) شناخته می‌شود. این جریان سیاسی ترکیبی بود از ناسیونالیسم افراطی، مخالفت با دموکراسی لیبرال، تأکید بر وحدت ملی و تمرکز قدرت، و همچنین دشمنی با مارکسیسم و کمونیسم. فالانژیسم از نظر اقتصادی، مدافع نوعی «سندیکالیسم ملی» بود، یعنی طرف‌دار همکاری طبقاتی زیر نظر دولت، نه مبارزهٔ طبقاتی.
این ایدئولوژی ابتدا از سوی خوزه آنتونیو پریمو دِ ریورا بنیان‌گذاری شد، اما پس از آغاز جنگ داخلی اسپانیا، ژنرال فرانسیسکو فرانکو این جنبش را با سایر جریان‌های راست‌گرای سلطنت‌طلب و کاتولیک ادغام کرد و در دوران دیکتاتوری خود از آن بهره برد. فالانژیسم با فاشیسم ایتالیایی و نازیسم آلمانی شباهت‌هایی داشت، اما از نظر فرهنگی رنگ‌وبوی اسپانیایی و کاتولیکی داشت. این ایدئولوژی پس از مرگ فرانکو در سال ۱۹۷۵ عملاً به حاشیه رفت.

## پیشینه
فالانژ از واژهٔ یونانی phalangos گرفته‌شده که معنای انگشت می‌دهد و شیوهٔ آرایشی فالانژها هم نمادی از جای گرفتن انگشت‌های دست و پا در کنار یکدیگر بود.
فالانژ (به یونانی: Φάλαγγα) نام نیروی جنگجویی بود که در یونان باستان و سپس در میان مقدونیان در جنگ‌ها به کار گرفته می‌شد. فالانژها پیاده‌نظام‌هایی سنگین‌اسلحه بودند که از نیزه، زوبین و جنگ‌افزارهایی همانند آن بهره می‌بردند و از شیوهٔ آرایش رزمی فالانژ که آرایشی مستطیل‌گونه بود پیروی می‌کردند.
از فرانسیسکو فرانکو؛ رهبر حکومت فالانژیستی اسپانیای فرانکوئیستی درمورد فاشیسم در مصاحبه‌ای با هانری ماسیس چنین نقل کرده‌اند که:
فاشیسم، از آنجایی که این کلمه ای است که به کار می رود، فاشیسم در هر کجا که خود را نشان می دهد، ویژگی هایی را ارائه می دهد که به اندازه ای که کشورها و خلق و خوی ملی متفاوت است، متفاوت است. این اساساً یک واکنش دفاعی ارگانیسم است، تجلی میل به زندگی، میل به نمردن، که در زمان‌های معینی کل مردم را در بر می‌گیرد. بنابراین هر قومی بر اساس تصوری که از زندگی دارد به شیوه خاص خود واکنش نشان می دهد. خیزش ما، اینجا، معنای اسپانیایی دارد! چه وجه اشتراکی با هیتلریسم، که بیش از همه، واکنشی بود در برابر وضعیتی که با شکست، و با کناره گیری و ناامیدی پس از آن ایجاد شد، داشت؟

فرانسیسکو فرانکو، مصاحبه با هانری ماسیس، ۱۹۳۸. نقل شده در کتاب ماسیس سرآشپزها، پاریس، پلون ۱۹۳۹. همچنین در ریچارد گریفیث، راهنمای یک فرد هوشمند برای فاشیسم نقل شده است. لندن: انتشارات داکورث، ۲۰۰۰.